# 조지프 무스카트

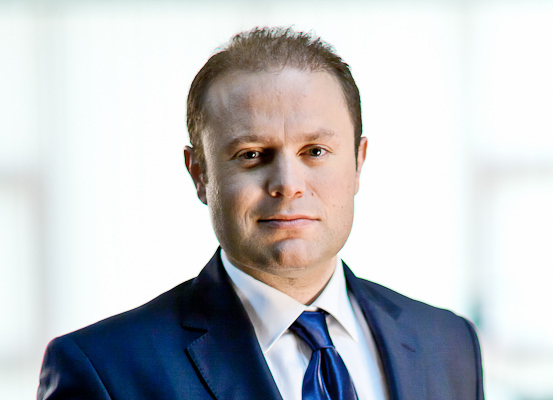
조지프 무스카트

조지프 무스카트(몰타어: Joseph Muscat, 1974년 1월 22일 ~ )는 몰타의 정치인이다. 2013년 3월 11일부터 총리를 역임하고 있는 중이며 2017년 7월 3일에 총선거에서 이겨서 현재까지 재임하고 있다가 2020년 1월 3일에 총리직에서 사임하였다.